# فروده لارسن
فروده لارسن (بالنرويجية البوكمول: Frode Larsen)‏ (16 يونيو 1949 ببرغن في النرويج - 20 يونيو 2017 ببرغن في النرويج) هو لاعب كرة قدم نرويجي في مركز مهاجم ‏. شارك مع منتخب النرويج تحت 21 سنة لكرة القدم ومنتخب النرويج لكرة القدم. أما مع النوادي، فقد لعب مع نادي بران.

## وصلات خارجية
- فروده لارسن على موقع اتحاد النرويج (النرويجية)
- فروده لارسن على موقع قاعدة بيانات كرة القدم.إي يو (الإنجليزية)
- فروده لارسن على موقع ناشيونال فوتبول تيمز (الإنجليزية)
- فروده لارسن على موقع عالم كرة القدم.نت (الإنجليزية)